# Antal Gábor (református püspök)

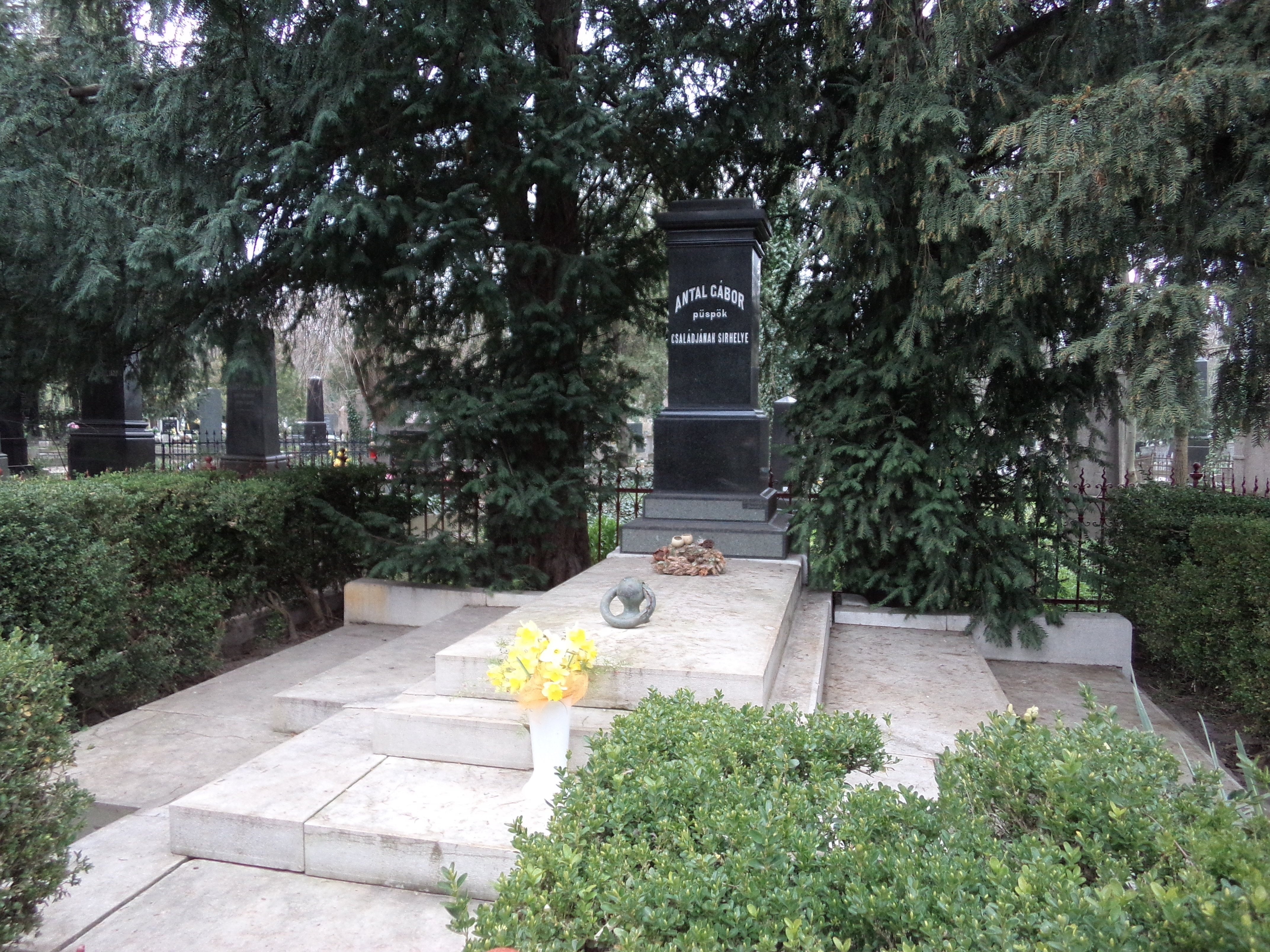
Sírja Komáromban

Antal Gábor (Szentkirályszabadja, 1843. május 10. – Komárom, 1914. január 14.) a Dunántúli Református Egyházkerület püspöke 1896-tól haláláig, egyházi író.

## Élete
1865-ben a pápai református teológiai akadémián végzett, majd 1867-1869 között a berlini és a Zürichi Egyetemen tanult teológiát. 1865-ben Pápán országgyülési képviselőnek választották meg.
Előbb köztanító volt, majd 1865–1867 között Monoszlón segédlelkész, 1867-ben Pápán helyettes tanár. Tanulmányai idején 1869-ben a Zürichi Magyar Egylet jegyzője. 1869–1888 között a pápai református főiskola politikai és jogi tudományok rendes tanára, 1878–1879 és 1883–1884 között a főiskola igazgatója volt. 1888-1896 között Ácson, 1896-ban Komáromban lelkipásztor. 1896-tól haláláig a Dunántúli Református Egyházkerület püspöke és a Főrendiház tagja volt.
1896–1903 között a Magyar Protestáns Irodalmi Társaság választmányi tagja, majd 1907-ig alelnöke, 1907–1914 között elnöke. Egyik megalapítója volt a Dunántuli Magyar Közművelődési Egyesületnek.
Fia Antal Iván (1877–1932) költő.

## Emlékezete és elismerései
- 1909-ben 40 éves lelkészi működése alkalmából Istók János arcképes emlékplakettet készített
- 1909 a genfi egyetemen a teológia díszdoktora

## Művei
- 1882 Emlék Bocsor István főiskolai tanár félszázados tanári működése alkalmából. Pápa. (társszerző)
- 1896 Templomi ima és egyházi beszéd. Pápa.
- 1898 Erzsébet magyar királyné emlékezete. Egyházi gyászbeszéd. Komárom.
- 1899 Szász Domokos erdélyi püspök emlékezetére. Gyászbeszédek. Kolozsvár. (társszerző)
- 1907 Komárom vármegye és város. Budapest. (társszerző)
- 1907 Emlék-lap Tisza Istvánnak, a dunántúli református egyházkerület főgondnokának Pápán történt beiktatása ünnepéről. Pápa.
- 1909 A Magyarországi Református Egyetemes Konvent által tartott Kálvin emlékünnep jegyzőkönyve. Beszédek. Budapest. (társszerző)
- 1909 Málnási Bartók György püspök emlékezete. Kolozsvár. (társszerző)